# Еник P107
Еник P107 (фр. Unic P107) полугусеничар произведен 1934. године од стране француског произвођача аутомобила Еник.
Током 1920-их и 1930.их година Ситроен развио полугусеничар на основу Kégresse патента. Еник компанија 1934. године, је представила свој најновији и снажнији P107 модела као наследник Ситроен-Kégresse P17, али пре почетка масовне производње, Ситроен је банкротирао и његов нови власник, Данлоп, одлучио је да се фокусира само на цивилно тржиште. Стога је Еник био у стању да прибави дозволу за Kégresse патент, и започео је производњу P107.
Француска је увела у своје наоружање P107 и то у две варијанте:
- лако вучно возило за кратки топ 75 мм и дуги од 105 мм .
- транспортна верзија са платформом за превоз инжињеријских јединица

Више од 2000 примерака су били у служби 1940. године. у француској армији.
После освајања Француске од стране немачког Рајха заплењен је извесног броја Еник P107 које је Вермахт користио под називом трактор U304(f) а такође је возило било познато и као Еник-Kégresse.
Током рата по налогу немачког мајора Алфреда Бекера из 21. Панцер дивизије (која је 1944. године био стационирана у близини Кана у Нормандији) урађена је конверзија неколико стотина заплењених ових возила, у лаки оклопни транспотер под називом U304(f).

## Технички подаци
- Тежина: празан 3.500 кг, пуно 5.000 кг
- Дужина: 4,85 м
- Ширина: 1,80 м
- Висина: 2,28 м
- Motor: Еник P39 течно хлађени 4-цил., карбуратор, 4-такта OHV, 3450 cm³
- Запремина: 3.450 cm³
- Снага: 46 kW (62 КС) при 2.800 о/мин
- Максимална брзина: 45 км/ч
- Кочнице: Хидрауличне кочнице на погонским точаковима
- Амортизери: Лиснате опруге
- Посада: 2 + 4 човека

- Ситроен P17, претходник P107
- Еник P107 у музеју, Француска
- Еник P107 на ратишту у Белгији
- На ратишту у Белгији
- U304(f) тегљач противтенковског топа 37 mm Пак 35/36 (3.7 cm Pak 35/36)
- Еник P107 у музеју, Москва